# 3D-кадастр

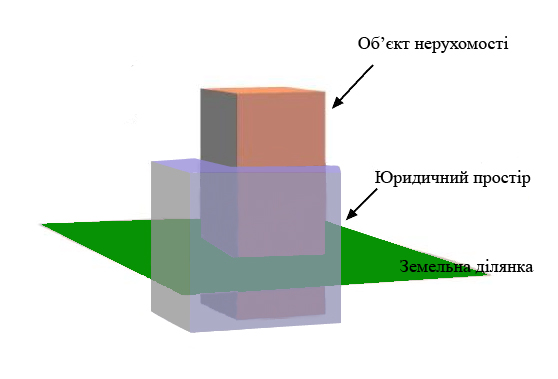
Об'єкти, що реєструє тривимірний кадастр

3D-када́стр (3D — тривимірний, кадастр — від лат. catastrum, тобто capitastrum (від caput — голова)) — різновид кадастру. На відміну від класичного, тривимірний кадастр розглядає об'єкти реєстрації як тривимірні, які в свою чергу складаються з фізичних 3D-об'єктів та юридичного 3D-простору.

## Фізичний 3D-об'єкт
Це матеріальні об'єкти в оточуючому середовищі — земельна ділянка, будинки та споруди, трубопроводи, комунікації, дорожньо-транспортна мережа та ін.

## Юридичний 3D-простір
Це нематеріальний об'єкт середовища, який формується навколо фізичних 3D-об'єктів на основі норм: будівельних, пожежних, санітарних, охоронних. Та на основі обмежень і обтяжень.

## Історія
Перші дослідження 3D-кадастру розпочалися в кінці 80-х на початку 90-х років в скандинавських країнах.
В останнє десятиліття були організовані різні заходи, пов'язані з 3D-кадастром. Початок міжнародної обізнаності даної теми був відзначений на семінарі з 3D-кадастру, організований Делфтським технологічним університетом в листопаді 2001 року за підтримки Міжнародної асоціації геодезистів [Архівовано 23 липня 2008 у Wayback Machine.] (FIG) комісії 3 та 7. Впродовж 2002–2006 років в складі FIG працювала група розробників, що займалася дослідженням 3D-кадастру).
На конгресі FIG у квітні 2010 року в Сіднеї було прийнято рішення про формування нової робочої групи з 3D-кадастру, з тим щоб домогтися подальшого прогресу в розвитку 3D-кадастру.

## Фундаментальні концепції для реєстрації 3D-ситуацій
| Рішення                                             | Альтернативи |
| --------------------------------------------------- | --- |
| 3D-ознаки в існуючій системі кадастрової реєстрації | Рішення передбачає збереження 2D-кадастру із зовнішніми посиланнями на цифрову презентацію 3D-ситуацій                     |
| Гібридне рішення                                    | Обов'язкова реєстрація двохвимірних ділянок та додаткова реєстрація 3D-юридичного простору у випадках одиниць 3D-власності |
| Гібридне рішення                                    | Обов'язкова реєстрація двохвимірних ділянок та додаткова реєстрація фізичних 3D-об'єктів у випадках одиниць 3D-власності   |
| Повна 3D-кадастрова реєстрація                      | Комбінована 2D/3D-альтернатива                                                                                             |
| Повна 3D-кадастрова реєстрація                      | Чистий 3D-кадастр |

## Приклади існуючих 3D-ситуацій
- Будівництво на вершині прав один одного
- Комунікаційна інфраструктура над і під землею (метро, тунелі)
- Розвиток комунікацій (збільшення кількості кабелів, труб та кількості їх власників внаслідок процесів приватизації)
- Квартири, офіси, магазини тощо
- Історичні пам'ятки
- Забруднені області

## Розвиток і впровадження
Установи і організації, що займаються розвитком і впровадженням 3D-кадастру:
- Науково-дослідний центр геоінформаційних технологій. Делфтський технологічний університет [Архівовано 17 березня 2012 у Wayback Machine.]
- Міжнародна асоціація геодезистів [Архівовано 23 липня 2008 у Wayback Machine.].